# Craspedolcus pallidicornis
Craspedolcus pallidicornis är en stekelart som först beskrevs av Per Abraham Roman 1914.  Craspedolcus pallidicornis ingår i släktet Craspedolcus och familjen bracksteklar. Inga underarter finns listade i Catalogue of Life.